# Torneo ABCS
El Torneo ABCS es un torneo anual de fútbol entre las selecciones nacionales de habla neerlandés junto a la costa del Caribe. ABCS son las iniciales de las federaciones fundadoras Aruba, Bonaire, Curazao y Surinam.
Louis Giskus, expresidente de la Federación Surinamesa de Fútbol, dijo que la competencia se formó "para fortalecer la relación entre los países de habla holandesa en el Caribe".

## Palmarés
| Año  | Sede    | Campeón          | Final Resultado  | Subcampeón       | Tercer lugar     | Resultado        | Cuarto lugar     |
| ---- | ------- | ---------------- | ---------------- | ---------------- | ---------------- | ---------------- | ---------------- |
| 2010 | Curazao | Surinam          | 2:2 (6:5 pen.)   | Curazao          | Aruba            | 3:3              | Bonaire          |
| 2011 | Surinam | Bonaire          | 2:2 (4:3 pen.)   | Aruba            | Surinam          | 2:0              | Curazao          |
| 2012 | Aruba   | Aruba            | 1:0              | Surinam          | Curazao          | 9:2              | Bonaire          |
| 2013 | Curazao | Surinam          | 3:1              | Curazao          | Bonaire          | 2:1              | Aruba            |
| 2014 | Surinam | Evento pospuesto | Evento pospuesto | Evento pospuesto | Evento pospuesto | Evento pospuesto | Evento pospuesto |
| 2015 | Surinam | Surinam          | 1:0              | Aruba            | Curazao          | 4:1              | Bonaire          |
| 2018 | Aruba   | Evento cancelado | Evento cancelado | Evento cancelado | Evento cancelado | Evento cancelado | Evento cancelado |
| 2021 | Curazao | Curazao          | 1:0              | Bonaire          | Aruba            | 2:2 (4:1 pen.)   | Curazao sub-20   |
| 2022 | Curazao | Curazao          | 2:2 (6:5 pen.)   | Surinam          | Aruba            | 1:0              | Bonaire          |

1. ↑  Los jugadores de Bonaire abandonaron la cancha luego de un desacuerdo sobre un tiro penal en su contra.

## Títulos por país
En cursiva, se indica el torneo en que el equipo fue local.
| Equipo         | Campeón              | Subcampeón     | Tercer lugar         | Cuarto lugar               |
| -------------- | -------------------- | -------------- | -------------------- | -------------------------- |
| Surinam        | 3 (2010, 2013, 2015) | 2 (2012, 2022) | 1 (2011)             | 0                          |
| Curazao        | 2 (2021, 2022)       | 2 (2010, 2013) | 2 (2012, 2015)       | 1 (2011)                   |
| Aruba          | 1 (2012)             | 2 (2011, 2015) | 3 (2010, 2021, 2022) | 1 (2013)                   |
| Bonaire        | 1 (2011)             | 1 (2021)       | 1 (2013)             | 4 (2010, 2012, 2015, 2022) |
| Curazao sub-20 | 0                    | 0              | 0                    | 1 (2021)                   |